# Sycandra utriculus
Sycandra utriculus és una espècie d'esponja calcària, marina i amb espícules formades per carbonat de calci. L'esponja és l'única espècie del gènere Sycandra, de la família Grantiidae. El nom científic de l'espècie va ser publicat per primera vegada el 1869 per Oscar Schmidt.